# Mesquita de Còrdova
|  | Aquest article tracta sobre la catedral espanyola. Si cerqueu la catedral argentina, vegeu «Catedral de Córdoba (Argentina)». |

La mesquita de Còrdova, convertida des del segle xiii en la catedral de Còrdova, és el monument més important de l'art andalusí. Va ser declarada Patrimoni de la Humanitat per la UNESCO el 1984, i el 1994 va ser eixamplat a tot el centre històric de Còrdova.
No s'en coneix l'arquitecte, però se sap que la mesquita fou construïda entre el 785 i el 788, sota el regnat d'Abd-ar-Rahman I, a partir d'una església cristiana del segle v, la basílica de Sant Vicenç Màrtir, a la ciutat andalusa de Còrdova. Més tard, Abd-ar-Rahman II, Al-Hàkam II i Almansor hi van seguir amb les reformes per convertir-la en mesquita, unes reformes que daten del 833, del 855, entre el 962 i el 966 i, finalment, del 987. L'edifici està en un perfecte estat de conservació, tot i que al segle xvi s'hi va construir una catedral cristiana a la part central i el minaret va ser transformat en un campanar.
La mesquita de Còrdova representa una meravella per al conjunt de la història de l'art; és la tercera mesquita més grossa del món, després de la mesquita de la Meca i de Casablanca, i va servir de model per a totes les construccions posteriors en l'àmbit de l'islam occidental. Erigida al començament del segle viii, en plena esplendor islàmica, la mesquita mostra la importància econòmica, política i cultural que tenia la ciutat a tota la península Ibèrica, i el domini, per part dels musulmans, de gairebé la totalitat dels antics regnes visigots.

## Propietat
Una Comissió d'Experts sobre la Mesquita-Catedral de Còrdova, constituïda a instàncies de l'ajuntament ha establert que l'Església Catòlica no n'és propietària, malgrat que l'hagués immatriculat  el 2006, perquè aquesta immatriculació «no té validesa jurídica», i es considera com un pelotazo urbanístic, segons el catedràtic Juan José Tamayo. L'Església així es va apropiar els 15 milions d'ingressos anuals, d'un dels monuments més visitats de la península ibèrica, sense obligacions tributàries. Les despeses de manteniment i reparació ans al contrari han sigut sufragades la major part per l'Administració.

## Arquitectura
L'estil de la mesquita és el de l'art islàmic i, dins del qual, l'anomenat art emiral i califal, que constitueix la primera etapa de l'art musulmà a l'Àndalus. Aquest estil correspon al del domini del llinatge dels omeies; s'identifica per la planta, la superposició dels suports i dels arcs, l'alternança de dovelles, columnes, arcs de ferradura i l'ús de contraforts exteriors.
Aquesta mesquita, però, va rebre moltes influències d'altres mesquites del nord d'Àfrica i de l'arquitectura romana, de la qual va copiar el sistema ornamental. De fet, la mesquita de Còrdova pretenia ser una còpia de la mesquita de Damasc, adaptada a les necessitats dels ciutadans cordovesos. La funció de la mesquita, per la seva banda, era clarament religiosa, tot i que, alhora, tenia una finalitat política amb les seves oracions.
La sala d'oració, o haram, que està formada per un bosc de 514 columnes, utilitza el sistema constructiu de l'arquitravat i el voltat. L'interior té una il·luminació adequada, gràcies a la gran alçada que aconsegueix el nivell de l'edifici. Les columnes, que tenien una llargada força reduïda en comparació amb el conjunt arquitectònic, disposaven, sobre seu, de dues arcades superposades amb les quals es pogué arribar als 11,5 metres de la mesquita. Aquestes dues arcades —de fet, arcs de ferradura que fan la funció de contrafort— s'aixequen sobre una pilastra i permeten establir un segon nivell d'arcs de mig punt més amples. Els arcs estan formats de pedra blanca i de maó roig i el sostre és de fusta.
El motiu de la curta alçada de les columnes és el següent: els materials utilitzats per a construir el primer edifici, el d'Abd-ar-Rahman I, foren fusts de granit, jaspi i marbre que provenien d'altres edificis més antics construïts pels romans i els visigots i, per tant, no disposaven d'un excés de material. Això va fer que els fusts fossin de diferents mides i grossors, uns de més llisos i d'altres estriats verticals o en espiral, però amb unes característiques similars.
Pel que fa als elements decoratius que té la mesquita, cal citar els mosaics de finíssimes decoracions vegetals, amb versicles de l'Alcorà i figures geomètriques a la part interior de la mesquita. A l'època musulmana, el terra estava decorat amb catifes.
En un edifici religiós, com és el cas d'aquesta mesquita, hi ha diversos elements simbòlics: a la zona més oriental, en direcció a la Meca, hi ha un mihrab, punt central de la mesquita on està dipositat l'Alcorà i des d'on es dirigeix l'oració. Per la seua banda, l'orientació de les naus és alhora un element simbòlic.
A banda de la muralla, la part exterior està monopolitzada principalment pel pati dels tarongers, o sahn, on hi ha quatre fonts rituals, o sabils, que serveixen per a les ablucions dels fidels. S'anomena pati dels tarongers, ja que està ple d'aquests arbres fruiters plantats de manera ordenada, els quals reprodueixen la distribució dels suports interiors de la sala d'oració. A l'exterior hi ha igualment el minaret, clarament inspirat en de la mesquita de Damasc.

## Sepultures
A la mesquita-catedral són enterrades diverses personalitats:
- el poeta Luis de Góngora, a la capella de San Bartolomé[4]
- l'historiador i escriptor Inca Garcilaso de la Vega, a la capella de les Benditas Ánimas del Purgatorio.[5]
- l'artista i tractadista Pablo de Céspedes, davant la capella de San Pablo[6]
- el cardenal Pedro de Salazar Gutiérrez de Toledo, a la capella de Santa Teresa[7]
- l'escultor Pedro Duque Cornejo, a l'entrada del cor, que ell mateix havia tallat[8]